# Монте-Патрія
Монте-Патрія (ісп. Monte Patria) — місто в Чилі. Адміністративний центр однойменної комуни. Населення міста - 5 219 осіб (2002). Місто і комуна входить до складу провінції Лимарі і регіону Кокімбо.
Територія — 4366,9 км². Чисельність населення - 30 751 мешканців (2017). Щільність населення - 7,04 чол./км².

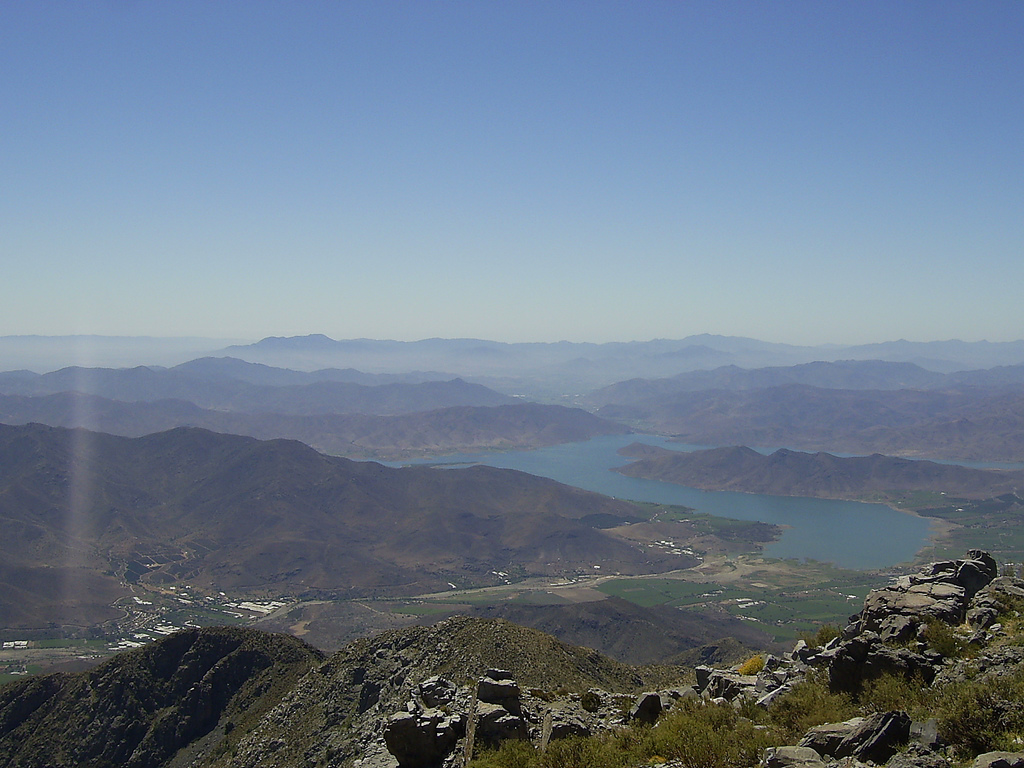
Водосховище Ла Палома

## Розташування
Місто розташоване за 92 км на південь від адміністративного центру області міста Ла-Серена.
Комуна межує:
- на півночі — комуна Ріо-Уртадо
- на сході — провінція Сан-Хуан (Аргентина)
- на півдні - комуна Ілляпель
- на південному заході — комуна Комбарбала
- на заході — комуни Пунітакі, Овальє